# Dischidia formosana
Dischidia formosana är en oleanderväxtart som beskrevs av Maximowicz. Dischidia formosana ingår i släktet Dischidia och familjen oleanderväxter. Inga underarter finns listade i Catalogue of Life.